# Patinação artística nos Jogos Pan-Americanos de 2007 - Masculino
A competição masculina da patinação artística sobre rodas nos Jogos Pan-Americanos de 2007 foi disputada por 8 atletas no Complexo Esportivo Miécimo da Silva nos dias 21 e 22 de julho.

## Medalhistas
| Ouro   | BRA Marcel Sturmer |
| Prata  | ARG Daniel Arriola |
| Bronze | USA Josh Rhoads    |

## Resultados
| Pos.              | Atleta              | CON                | Programa curto | Programa curto | Programa longo | Programa longo |
| Pos.              | Atleta              | CON                | Pontos         | Vitórias       | Pontos         | Vitórias       |
| ----------------- | ------------------- | ------------------ | -------------- | -------------- | -------------- | -------------- |
| Medalha de ouro   | Marcel Sturmer      | BRA Brasil         | 95,1           | 7,0            | 389,1          | 6,0            |
| Medalha de prata  | Daniel Arriola      | ARG Argentina      | 91,3           | 6,0            | 376,6          | 5,0            |
| Medalha de bronze | Josh Rhoads         | USA Estados Unidos | 87,4           | 4,5            | 359,5          | 4,0            |
| 4                 | Diego Duque Quinche | COL Colômbia       | 88,1           | 4,5            | 341,9          | 3,0            |
| 5                 | Jorge Henríquez     | CHI Chile          | 77,1           | 2,0            | 322,2          | 2,0            |
| 6                 | Maximiliano García  | URU Uruguai        | 80,3           | 3,0            | 318,8          | 1,0            |
| 7                 | Orlando García      | MEX México         | 73,7           | 1,0            | 301,7          | 0,0            |
| 8                 | Daniel Curbelo      | URU Uruguai        | 69,9           | 0,0            | 297,9          | 0,0            |